# Letničie
Letničie (in ungherese Letenőc) è un comune della Slovacchia facente parte del distretto di Skalica, nella regione di Trnava.